# Francesco Provenzale
Provenzale Francesco (ur. 1624 w Neapolu, zm. 1704 tamże) – kompozytor włoski epoki baroku, jeden z założycieli neapolitańskiej szkoły operowej.

## Życiorys
Głównie zajmował się edukacją. Miał wielu sławnych uczniów m.in. A. Scarlattiego oraz Gaetano Veneziano. Jego opery były chętnie wystawiane w Neapolu, zaliczał się do majętnych osobistości, zasiadał w radach wielu instytucji. Był dyrektorem Konserwatorium di S.Maria de Loreto oraz Conservatorio della Pietà de’ Turchini. W 1680 r. został wicekapelmistrzem kapeli królewskiej, a w 1686 kapelmistrzem przy Tesoro do San Genaro w Neapolu.

## Twórczość

### Opery
- Ciro (skomponowana wspólnie z Pietro Cavalli) (1653),
- Teseo ovvero L’Inconstanza trionfante (1654),
- Lo Schiavo di sua moglie (1672),
- Diffendere l’offensore, ovvero La Stellidaura vendicata (1674),
- Canduale (1679)[1],
- Xerse (niezachowana),
- Artemisia (niezachowana)

### Inne dzieła
Oratoria, 9 kantat, motety, pasje, msza.